# Jan Aleksander Lipski
Jan Aleksander Lipski (Kalisz, 15 giugno 1690 – Kielce, 20 febbraio 1746) è stato un cardinale e vescovo cattolico polacco.

## Biografia
Di nobile famiglia, nacque il 15 giugno 1690 dal conte Wacław Lipski e dalla di lui consorte Barbara z Miaskowskich. Era imparentato con il re Giovanni III Sobieski e con il cardinale Enrico Benedetto Stuart
Frequentò la Sorbona a Parigi e La Sapienza di Roma, ove conseguì la laurea in utroque jure nel 1717.
Fu ordinato sacerdote il 23 aprile 1719. Il 31 marzo 1732 fu nominato vescovo di Luc'k, ma nel dicembre dello stesso anno lasciò Luc'k, essendo stato nominato vescovo di Cracovia.
Papa Clemente XII lo elevò al rango di cardinale nel concistoro del 20 dicembre 1737, ma non venne mai a Roma a ritirare il berretto cardinalizio e ricevere il titolo.
Morì il 20 febbraio 1746 all'età di 55 anni.

## Genealogia episcopale e successione apostolica
La genealogia episcopale è:
- Cardinale Juan Pardo de Tavera
- Cardinale Antoine Perrenot de Granvelle
- Vescovo Frans van de Velde
- Arcivescovo Louis de Berlaymont
- Vescovo Maximilien Morillon
- Vescovo Pierre Simons
- Arcivescovo Matthias Hovius
- Arcivescovo Jacobus Boonen
- Arcivescovo Gaspard van den Bosch
- Vescovo Marius Ambrosius Capello, O.P.
- Arcivescovo Alphonse de Berghes
- Arcivescovo Humbertus Guilielmus de Precipiano
- Cardinale Gianantonio Davia
- Arcivescovo Teodor Andrzej Potocki
- Cardinale Jan Aleksander Lipski

La successione apostolica è:
- Vescovo Walenty Alexander Czapski, O.Cist. (1737)
- Arcivescovo Mikołaj Ignacy Wyżycki (1737)
- Vescovo Stanisław Rajmund Jezierski, O.P. (1738)
- Arcivescovo Wacław Hieronim Sierakowski (1738)
- Vescovo Franciszek Kazimierz Dowgiałło Zawisza (1744)